# 宮崎太陽銀行
株式会社宮崎太陽銀行（みやざきたいようぎんこう、The Miyazaki Taiyo Bank, Ltd. ）は、宮崎県宮崎市に本店を置く第二地方銀行。

## 概要
1941年に宮崎県内の4無尽会社（日向、日州、高鍋、昭明）の合併により設立された宮崎無尽株式会社を起源とし、1951年の相互銀行法施行に伴い商号を株式会社宮崎相互銀行と変更、1989年には普通銀行へ転換して現在の商号となる。
2010年、金融庁は金融機能強化法に基づく公的資金注入を決定し、公的資金注入行となった。

## 店舗
2019年3月現在において営業店舗は地盤の宮崎県内の他に福岡県（福岡市）や大分県（佐伯市）、鹿児島県（鹿児島市、鹿屋市、薩摩川内市、霧島市）に店舗を構えている。

## 沿革
- 1941年（昭和16年） 8月 - 宮崎無尽株式会社設立。
- 1951年（昭和26年）10月 - 相互銀行法施行に伴い、商号を株式会社宮崎相互銀行と変更。
- 1962年（昭和37年）12月 - 本店を橘通西3丁目に新築移転。
- 1977年（昭和52年）10月 - 相銀九州共同オンラインセンター（現・システムバンキング九州共同センター）によるオンライン稼働。
- 1984年（昭和59年）11月 - 第二次オンライン稼働。
- 1989年（平成元年） 2月 - 普通銀行へ転換、商号を株式会社宮崎太陽銀行と変更。
- 1990年（平成2年）12月 - 福岡証券取引所に上場。
- 1993年（平成5年）10月 - 日向市信用組合と合併。
- 1995年（平成7年）5月 - 第三次オンライン稼働。
- 2003年（平成15年） 7月 - 本店を現在地に新築移転。
- 2010年（平成22年） 3月 - 第三者割当方式によるA種優先株式130億円発行（公的資金の注入）。

## 歴代社長・頭取
| 代 | 氏名       | 期間          | 備考                               |
| -- | ---------- | ------------- | ---------------------------------- |
| 1  | 中村常三郎 | 1941年-1961年 | 宮崎相互銀行社長：1951年-          |
| 2  | 中村治兵衛 | 1961年-1962年 | 宮崎県立図書館館長。筆名は中村地平 |
| 3  | 大川彌     | 1962年-       |                                    |
|    | 木村栄一郎 | 1983年-       |                                    |
|    | 内田昭氏   |               |                                    |
|    | 菊池銑一郎 | 1994年-2004年 |                                    |
|    | 宮田穂積   | 2004年-2011年 |                                    |
|    | 川崎新一   | 2011年-2016年 |                                    |
|    | 林田洋二   | 2016年-       |                                    |

## ATMについて
ATM（他行との共同利用ATMおよび、宮崎太陽銀行が参加しているコンビニATM「イーネット」を除く）では、西日本シティ銀行・福岡中央銀行・佐賀共栄銀行・長崎銀行・熊本銀行・豊和銀行・南日本銀行・沖縄海邦銀行のキャッシュカードによる出金については自行扱いとなる。
また、SBK（システムバンキング九州共同センター）加盟6行（宮崎太陽銀行・福岡中央銀行・佐賀共栄銀行・長崎銀行・豊和銀行・南日本銀行）の通帳・キャッシュカードでも、各行ATM相互間でのカードによる入金・通帳による入出金・通帳記帳も利用できる（ただし、本サービスによる相互利用については、各加盟行の個人性口座のキャッシュカードと個人性口座の総合口座通帳のみの取り扱いとなる）。なお熊本銀行の通帳については、2009年1月4日付けでSBK離脱及び福岡銀行のシステムへの移行に伴い、宮崎太陽を含むSBK加盟6行のATMでは旧式・新式の各通帳を問わず利用できなくなった（その逆の場合も同様。<詳細は熊本銀行#概要を参照>）。なお、熊本⇔宮崎太陽とのカード相互入金については、それ以降は手数料が有料化される。
コンビニATMは、2005年6月22日よりセブン銀行（当時はアイワイバンク銀行） が、2011年4月26日よりイーネット が、それぞれ利用提携を開始している。

## 関連会社
- 株式会社宮崎太陽リース
- 株式会社宮崎太陽キャピタル

## ギャラリー

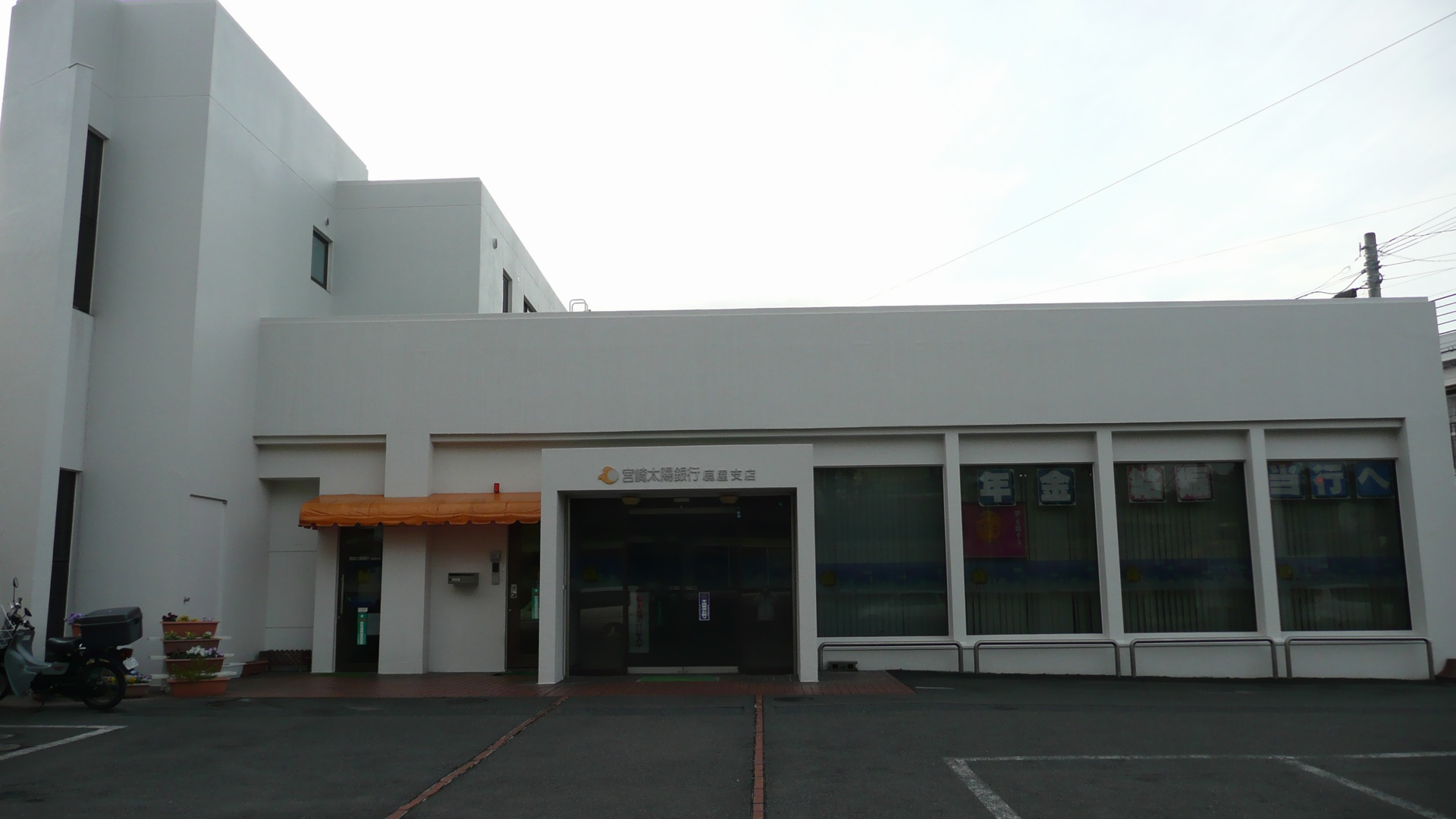
鹿屋支店